# Geração floco de neve
Geração floco de neve (do inglês Snowflake Generation) é uma expressão pejorativa usada para caracterizar os jovens adultos da década de 2010 como sendo mais propensas a se ofenderem e menos resistentes do que as gerações anteriores, ou como sendo emocionalmente muito vulneráveis para lidar com pontos de vista discordantes dos seus. A expressão provavelmente se originou nos Estados Unidos e entrou em uso mais amplo no Reino Unido em 2016. Não há nenhuma evidência científica de que a geração de adultos de 2010 é mais sensível e menos resiliente do que as gerações anteriores.

## Antecedentes
O termo "floco de neve" tem sido usado para se referir a crianças criadas por seus pais de maneiras que lhes dão um senso inflado de sua própria unicidade. Este uso de "floco de neve" foi relatado ter se originário da obra de 1996 Fight Club de Chuck Palahniuk e sua adaptação para filme de 1999. Tanto o livro quanto o filme incluem a linha "Você não é especial. Você não é um floco de neve bonito e único". Em janeiro de 2017, Palahniuk reivindicou crédito por cunhar esse uso de "floco de neve", acrescentando: "Toda geração se ofende por coisas diferentes, mas meus amigos que ensinam no ensino médio me dizem que seus alunos são muito facilmente ofendidos". Palahniuk referiu-se aos jovens adultos dos anos de 2010 como exibindo "uma espécie de novo vitorianismo".  De acordo com Merriam-Webster, Palahniuk não foi a primeira pessoa a usar a metáfora dizendo: "É o material de livros de auto-ajuda e cartazes inspiradores e publicidade de escolas primárias. As imagens antes da negação são adoráveis, somos cada um flocos de neve únicos, cada um vale a pena ser valorizado porque cada um é singularmente belo", a negação de Palahniuk do status do floco de neve do indivíduo foi um lembrete".
Após a publicação do livro de Claire Fox chamada I Find That Offensive!. Nela, ela escreveu sobre um confronto entre estudantes da Universidade de Yale e do Chefe do Colégio, Nicholas Christakis. O confronto surgiu depois que a esposa de Christakis, Erika Christakis, professora da universidade, havia sugerido que os alunos deveriam "relaxar um pouco ao invés de rotular os trajes de Halloween como insensíveis à cultura", de acordo com a Fox. Fox descreveu o vídeo mostrando a reação dos alunos como uma "turba de alunos gritando e quase histérica". Fox disse que a reação ao vídeo viral levou ao apelido de  "geração floco de neve" aos alunos.
Se o termo "geração de flocos de neve" fosse previamente considerado não mais que gíria, foi reconhecido como uma das palavras do ano de 2016 da Collins English Dictionary' Collins Define o termo como "os jovens adultos dos anos de 2010, visto como sendo menos resilientes e mais propensos a se ofenderem do que as gerações anteriores". Da mesma forma, em 2016, o "Financial Times incluiu "floco de neve" em sua lista anual de "O ano em uma palavra", definindo-o como" Um termo depreciativo para alguém considerado muito emocionalmente vulnerável para lidar com pontos de vista que desafiam os seus próprios, particularmente em universidades e outros fóruns, já conhecidos por um debate robusto" e observando que o insulto tinha sido dirigido a uma geração inteira.

## Uso
"Geração floco de neve" e "floco de neve" têm sido usados em relação a supostas diferenças geracionais; "floco de neve" e termos similares também foram usados de forma mais ampla.

### Diferenças geracionais
De acordo com Claire Fox, os membros da Geração floco de neve "são realmente angustiados por ideias contrárias à sua visão de mundo"; eles são mais propensos do que as gerações anteriores de estudantes a informarem que têm problemas de saúde mental. Fox e jornalista Bryony Gordon descreveram essas características como sendo associada a um forte "senso de direito". De acordo com um artigo intitulado The Snowflake Generation: Real or Imagined?, do John William Pope Center, os motivos propostos pelos pesquisadores para o aumento relatado de problemas de saúde mental entre estudantes universitários diferem. Variam desde o aumento da pressão sobre os alunos, redução da auto-suficiência resultante do uso excessivo de serviços de saúde mental até a expectativas das autoridades universitárias quanto à fragilidade dos alunos.